# Abdeljelil Fenjiro
Abdeljelil Fenjiro (en arabe : عبد الجليل فنجيرو), parfois transcrit Abdel-Jalil Fenjiro ou Abdeljalil Fenjiro, né le 5 août 1938 à Rabat et mort le 6 février 2018 dans la même ville, est un journaliste et diplomate marocain, directeur général de l'agence Maghreb Arabe Presse de 1974 à 1999 et ambassadeur du Maroc au Liban de 2000 à 2003.

## Biographie
Abdeljalil Fenjiro est né à Rabat le 5 août 1938 dans une grande et ancienne famille rbatie d'origine andalouse. Scolarisé à Fès puis à Rabat, il poursuit par des études de journalisme et sort diplômé de l'Institut des hautes études marocaines puis en 1965 du Centre international de l’enseignement supérieur du journalisme de l’université de Strasbourg,.

### Carrière dans le journalisme

#### L'agence Maghreb Arabe Presse
Abdeljelil Fenjiro débute en tant que reporter stagiaire en 1962 à l’agence Maghreb Arabe Presse (MAP). Il y gravit « tous les échelons de la hiérarchie professionnelle du secrétariat de rédaction à la direction générale, en passant par la rédaction en chef des départements arabe et français ». Il en devient directeur le 2 octobre 1972. Puis lorsque l'agence — qui avait été créée en 1959 sous la forme d'une société de droit privé — passe sous le contrôle de l'État marocain en janvier 1974, il est nommé directeur général. Il occupe ce poste jusqu'en novembre 1999,.  
L'agence devient un établissement public placé sous l'autorité du ministère de l'Information par un dahir du 19 septembre 1977. Elle a dès lors notamment pour objet « de concourir, tant au Maroc qu'à l'étranger, à la diffusion des points de vue, buts et objectifs de la  politique du Royaume du  Maroc ». Elle devient ainsi une agence officielle qui « quels que soient son directeur général et le ministre de tutelle fonctionne comme un porte-parole de l'État ». Certains sujets sensibles tels que le Sahara Occidental subissent un contrôle éditorial strict, tandis que d'autres comme ceux critiquant la religion sont simplement interdits. 
Dans ce contexte, Abdeljelil Fenjiro s'impose comme le leader naturel de l'agence après le départ de son fondateur Mehdi Bennouna. Sous sa direction, Maghreb Arabe Presse se modernise, s'étend à la majeure partie du Maroc et ouvre de nombreux bureaux de représentation dans les plus grandes capitales mondiales. Les bureaux régionaux de Fès, Marrakech et Agadir, s'ajoutant à ceux déjà existants de Casablanca et Tanger, sont ainsi installés dès 1975. La première représentation internationale est établie à Paris en 1976, seize autres suivront pendant son mandat. Aux services initialement en français et en arabe, il ajoute l'anglais en 1975 et l'espagnol en 1981. 
Il inaugure avec Lionel Fleury en janvier 1994 et en présence d'officiels français et marocains la première phase d'informatisation du système rédactionnel de la MAP réalisée en coopération avec l'Agence France-Presse. Une fois achevé, il permet la réception, le traitement, l'archivage et l'émission des dépêches dans les quatre langues opérées par l'agence.
Pendant son mandat, les effectifs de l'agence croissent considérablement, passant ainsi de 300 employés en 1980 à 620 en 1996,. Cette même année, elle entame à nouveau une importante mise à niveau technologique qui aboutira en mars 1997 à la diffusion par satellite de ses services d'information en arabe, français et anglais ainsi qu'à la création de son site web,
Après la mort d'Hassan II, son successeur Mohammed VI souhaite renouveler des dirigeants des organes de presse marocains. Il remplace ainsi le 16 novembre 1999 Abdeljalil Fenjiro atteint par la limite d'âge et jugé trop proche de Driss Basri, l'ancien ministre de l'intérieur et de l'information. Yassine Mansouri (en), un ancien camarade de classe du roi, lui succède à la direction de la MAP,,,.

#### Relations internationales
« Fervent défenseur du Nouvel ordre mondial de l'information et de la communication », Abdeljelil Fenjiro consacre plus de trente ans à favoriser le dialogue Nord-Sud et surtout Sud-Sud. Dans ce cadre, il participe activement à l'instauration de plusieurs agences de presse transnationales, : 
- en 1970, l’Agence islamique internationale de presse (IINA) dont la première présidence échoit en mars 1973 à son prédécesseur à la tête de la MAP, Mehdi Bennouna[25];

- en 1974, la Fédération des agences arabes de presse (FANA), dont il est président à quatre reprises avant d’être nommé président d’honneur à vie et consultant permanent ;
- en 1975, le Groupe des agences de presse des pays non-alignés (NANAP) ;
- en 1979, l’Agence panafricaine de presse (PANA) ;
- en 1989, le Groupe des agences de presse des pays de l’UMA (Pool-UMA), qu'il dirige en 1989 et en 1994 ;
- en 1992, l’Alliance des agences méditerranéennes de presse (AMAN), qu'il préside en 1995 et 1996.

À partir de la fin des années 1960, la MAP noue également de nombreux accords bilatéraux avec des agences de presse du monde entier participant ainsi de la diplomatie marocaine. Elle s'associe par exemple à l'agence iranienne PARS dès 1969, et à l'agence roumaine Agerpres (en) en 1970,. Les liens entre la MAP et d'autres agences officielles se multiplient pendant le mandat d'Abdeljalil Fenjiro. Uniquement en 1977, elle renouvelle ainsi le partenariat avec la PARS, signe un accord avec l'agence syrienne SANA puis avec celle des Émirats arabes unis. Ces contrats se succèdent dans les années qui suivent, comme l'accord de coopération portant sur l'échange d'informations qu'il ratifie avec l'agence chinoise Chine nouvelle Xinhua fin 1984, celui avec l'agence mauritanienne de presse AMJP en mars 1988 ou celui qu'il conclut avec l'agence de presse angolaise Angop en juillet 1994.

#### Journalisme
En parallèle de ses activités à la MAP, Abdeljelil Fenjiro multiplie les collaborations avec la presse mondiale, notamment avec :
- l’agence Associated Press de 1965 à 1996 ;
- l’hebdomadaire américain Newsweek dans les années 60-70 ;
- la revue américaine Continental Press (disparue dans les années 70) ;
- l’ex-Office de radiodiffusion-télévision française.

Il conduit au cours de sa carrière des interviews de personnalités internationales de premier plan comme Nicolae Ceaușescu, Valéry Giscard d'Estaing, François Mitterrand,  Mario Soares, Javier Pérez de Cuéllar ou Richard von Weizsäcker,,.
Il est en outre éditorialiste à la télévision marocaine.

#### Enseignement
Pendant quatre ans au début des années 1970, Abdeljelil Fenjiro contribue à l'élaboration des programmes et enseigne le journalisme d'agence en tant que maître de conférence à l’Institut supérieur de journalisme à Rabat.

### Carrière diplomatique
Quelques mois après qu’il a quitté la MAP, le 19 avril 2000, le roi Mohammed VI nomme Abdeljelil Fenjiro ambassadeur du Maroc au Liban, un pays qu'il connaît bien pour y avoir séjourné à plusieurs reprises depuis 1968, en particulier pour les assemblées générales de la FANA, à Beyrouth. Il conserve ce poste jusqu’à son départ à la retraite en septembre 2003,,. Il est remplacé par Ali Oumlil, un diplomate qui présente ses lettres de créance le 26 janvier 2004,.

### Décès
Abeljelil Fenjiro meurt des suites d'une longue maladie le 6 février 2018 à l'hôpital militaire de Rabat. Le lendemain, Mohammed VI adresse un message de condoléances à sa famille. Il est inhumé au cimetière Sidi Messaoud à Rabat.

## Distinctions

### Décorations
Abeljelil Fenjiro est nommé chevalier de l'ordre national du Mérite en France, et a été décoré par les gouvernements égyptien (1964), tunisien (1968) et italien (1991).
Il est décoré en 1993 sous le règne d'Hassan II du ouissam Al Arch au grade de Chevalier,. Le roi Mohammed VI l'élève au grade d'Officier à l'occasion de son départ de la MAP le 16 novembre 1999,.

### Récompenses
Le club ALECSO-UNESCO lui décerne à Rabat le 2 novembre 1992 un certificat de mérite pour son rôle dans le développement du domaine de l'information,.
En novembre 2015, en reconnaissance de l'ensemble de sa carrière au service de la presse écrite et audiovisuelle, il reçoit à Rabat le Grand prix national de la presse lors de la 13e édition de cette cérémonie, en présence notamment du chef du gouvernement Abdel-Ilah Benkiran,. À cette occasion, la presse le qualifie de « légende vivante du journalisme national ».